# محمد بكر (لاعب كرة قدم سعودي)
محمد عبد الرحمن بكر، لاعب كرة قدم سعودي يلعب في نادي الجبلين معار من نادي التعاون.

## مسيرة اللاعب
لعب في نادي الحزم ونادي الشعلة ونادي جدة ونادي التعاون ونادي الجبلين.